# Le Bois-de-Riquet
Le Bois-de-Riquet est un ensemble de sites préhistoriques situés sur la commune de Lézignan-la-Cèbe, dans l'Hérault, en France. On y a recensé à ce jour 7 sites (locus 1 à 7) couvrant l’ensemble des périodes culturelles du Paléolithique et du Néolithique, à partir d'environ 1,2 million d'années jusqu'à environ 3 000 ans av. J.-C., avec une concentration de vestiges lithiques sur la période du Paléolithique moyen ancien (de 350 000 à 150 000 ans).

## Situation, géologie
Le bois de Riquet se trouve sur la commune de Lézignan-la-Cèbe à environ 800 m à l'ouest du village, au nord d'une carrière.
La Montagne Noire est à 7 km au nord-ouest (à vol d'oiseau). Deux coulées de basalte (β) provenant du volcan des Baumes, en proviennent ; originellement situées dans les fonds de vallée, elles forment de nos jours les sommets environnants à la suite d'une inversion du paysage due à l'érosion des anciens flancs de vallée, phénomène caractéristique du Quaternaire ancien. L'une de ces coulées forme la crête qui s'allonge au sud-ouest de Lézignan,. 

Au pied de cette hauteur sur le côté nord-est se trouvent des éboulis de produits basaltiques (Eβ), puis des alluvions anciennes (Fx. Pléistocène moyen, et Fy. Pléistocène supérieur), avec un peu plus loin sur le côté est de Lézignan les alluvions plus récentes (Fz) de la plaine de l'Hérault,.

## Historique
Le site du Bois-de-Riquet est une ancienne carrière de basalte exploitée durant la majeure partie du XXe siècle. Il a été reconnu comme site paléontologique dès 1985 par un chercheur amateur, M. Jean Rouvier,
En 2008, Jean Rouvier fait part de ses découvertes à des archéologues, qui entreprennent alors de sonder le site. Les fouilles officielles débutent en 2009 et permettent d'extraire en plusieurs campagnes des milliers d'ossements fossiles d’animaux. Parmi ces vestiges paléontologiques, les archéologues mettent au jour 23 galets aménagés portant des aménagements très anciens d'origine anthropologique,.

## Intérêt du site
Seulement une dizaine de sites sont connus en Europe occidentale pour les occupations humaines antérieures au million d’années. Ils se trouvent principalement près de la Méditerranée (de l'Italie au sud de l'Espagne) et ne dépassent pas 1,6 million d'années (moitié moins anciennes qu'en Afrique). Bois-de-Riquet est l'un des plus anciens sites français, avec le Vallonnet (Roquebrune-Cap-Martin, Alpes-Maritimes), Pont de Lavaud (Éguzon-Chantôme, Indre - 1,05 Ma), la Terre-des-Sablons (Lunery-Rosières, Cher  - 1,15 Ma) et Pont-de-la-Hulauderie (Saint-Hilaire-la-Gravelle, Loir-et-Cher - 1 Ma).
Le site du Bois-de-Riquet contribue à la connaissance des premières occupations d'Europe de l'Ouest, un sujet qui demeure une problématique complexe dans ces années 2010.

## Oldowayen
Le site 1 (locus 1) se trouve entre 78,11 m et 65,70 m d'altitude, correspondant au haut et au bas du flot de lave basaltique. Il a livré dans sa couche US 2 (unité sédimentaire 2) un total de 23 outils de pierre de type oldowayen. La couche US 2 était recouverte d'une coulée basaltique initialement datée de 1,57 Ma, ce qui lui donnait un âge d'environ 1,6 Ma. La datation de cette couche a depuis été révisée à environ 1,2 Ma, ce qui en fait toujours le plus ancien gisement préhistorique connu en France à ce jour,.
Cette datation est fondée sur le croisement du paléomagnétisme et de l'âge des nombreux fossiles de paléofaune trouvés sur le site, notamment de lagomorphes (lièvres et lapins), déjà connus en Espagne dans des couches géologiques d'âge équivalent.

## Acheuléen
La couche US 4 (unité sédimentaire 4) du site 1 correspond à une coulée de boue datant vraisemblablement du début du Pléistocène moyen. Elle a livré un outillage de type acheuléen, daté de 760 000 ans, soit 100 000 ans de plus que le plus ancien site acheuléen connu jusqu'alors en France, sur le site de La Noira, à Brinay, dans le Cher.

## Paléolithique moyen
Le Paléolithique moyen ancien (de 350 000 à 150 000 ans) est représenté sur trois sites, par des nucléus discoïdes bifaciaux, des denticulés et des éclats de type Levallois.
Trois autres sites ont livré une industrie moustérienne classique (de 150 000 à 40 000 ans), composée notamment de nucléus à éclat préférentiel, de racloirs latéraux et de racloirs doubles convergents.

## Paléolithique supérieur
Toutes les périodes culturelles du Paléolithique supérieur sont représentées, mais avec une concentration des vestiges sur le Magdalénien, mis au jour sur trois sites.

## Néolithique
Le Néolithique est représenté sur deux sites par une industrie chasséenne.

### Liens  externes
- [Berger, Feist & Freytet 1981] Guy Berger, Raimund Feist et Pierre Freytet, « Notice explicative de la carte géologique au 1/50000e « Pézenas » n° 1015 », 42 p., sur ficheinfoterre.brgm.fr, 1981 (consulté en avril 2021).
- « De « vieux os » dans l'Hérault », communiqué de l'Inrap, sur inrap.fr (consulté en avril 2021).
- « Un bilan des découvertes préhistoriques en territoire piscénois. Projet de prospection-inventaire 2010-2014 », sur spn-pezenas.org, Société de Protection de la Nature du Piscénois (consulté en avril 2021).